# Panicum graciliflorum
Panicum graciliflorum är en gräsart som beskrevs av Alfred Barton Rendle. Panicum graciliflorum ingår i släktet vipphirser, och familjen gräs. Inga underarter finns listade i Catalogue of Life.